# 多纳特·费伦茨
多纳特·费伦茨（匈牙利語：Donáth Ferenc，1954年6月28日—），匈牙利男子竞技体操运动员。他曾获得1980年夏季奥运会体操比赛男子团体全能铜牌。他也参加了1976年夏季奥运会。